# آناهیت تادئوسیان
آناهید تادئوسیان (ارمنی: Անահիտ Թադևոսյան}؛ ۱۹۷۶) بدمینتون‌باز زن اهل ارمنستان است .